# Atención médica a los refugiados en Canadá
La atención médica a los refugiados es la prestación de servicios sanitarios a los mismos y a los solicitantes de asilo. Desde 2009, los expertos en Sanidad han identificado necesidades médicas específicas y vulnerabilidades sanitarias concretas entre estas poblaciones. En comparación con otros inmigrantes, los refugiados y asilados presentan más problemas físicos, emocionales y dentales y, comparados con los nacidos en Canadá, tienen índices más altos de infecciones y enfermedades crónicas, ambas tratables y prevenibles. En Canadá, el gobierno federal se ha responsabilizado del servicio de atención médica a los refugiados desde 1957. En el contexto del derecho internacional, esta responsabilidad recae en las obligaciones de los derechos humanos de Canadá, que reconocen el derecho a la salud para todos, incluidos los refugiados.

## Derecho a la salud

### Según el Derecho Internacional
Varios de los organismos de derecho internacional a los que pertenece Canadá han reconocido el concepto de "derecho a la salud", que se articuló por primera vez en 1946, en la Constitución de la Organización Mundial de la Salud: “el derecho de toda persona al goce del grado máximo de salud que se pueda lograr tanto física como mentalmente”. El artículo 25 de la Declaración Universal de los Derechos Humanos de 1948 también lo menciona como parte del derecho a una calidad de vida adecuada. Algunos instrumentos internacionales de los derechos humanos reconocen el derecho a la salud mediante la aplicación general y otros, a través de la protección de los derechos de grupos específicos, como las mujeres o los niños. En 1966, se reconoció como un derecho humano en el artículo 12 del Pacto Internacional de Derechos Económicos, Sociales y Culturales (ICESCR), que imponía a los estados parte en el Pacto la obligación de “crear condiciones que aseguren a todos la asistencia y los servicios médicos en caso de enfermedad”.

### En Canadá
La Carta Canadiense de los Derechos y las Libertades no incluye ninguna protección expresa del derecho a la salud. En varias ocasiones, el Gobierno canadiense ha defendido ante los tribunales que los derechos socioeconómicos, entre los que se encuentra el derecho a la salud, son meramente “objetivos políticos” que no están sujetos a intervención judicial. El Comité del ICESCR ha expresado su preocupación por el incumplimiento canadiense de las obligaciones contraídas a escala internacional y sostiene que los argumentos arriba citados son incompatibles con la aplicación interna del Pacto Internacional de Derechos Civiles y Políticos, suscrito por Canadá.

#### Casos de la Carta en cuanto al Derecho a la Sanidad
Las demandas judiciales basadas en la sección 15 de la Carta Canadiense de los Derechos y las Libertades, sobre Igualdad de Derechos, han tenido un éxito limitado. En Eldridge v. British Columbia (donde se expandió la aplicación de la Carta en el contexto de la oferta del lenguaje de signos), el Tribunal Supremo de Canadá dictaminó que el Gobierno debería asegurarse de que los miembros desfavorecidos de la sociedad gozaran de las mismas prestaciones que los demás ciudadanos; cualquier resultado contrario desembocaría en una "visión  aguda y empobrecida […] de la igualdad". En una demanda posterior sobre la prestación de servicios en casos de autismo, Auton v. British Columbia, el Tribunal Supremo restringió el enfoque Eldridge al dictaminar que las ayudas fueran aquellas que "proveyese la ley".
A pesar de que la sección 15 de la Carta no ha garantizado plenamente los derechos sociales y económicos de los grupos más desfavorecidos, Colleen Flood, catedrática experta en Derecho Sanitario canadiense, sostiene que las demandas desestimadas pueden promover la igualdad por contribuir a aclarar el problema y generar apoyo político para su resolución.

## Cobertura médica para los refugiados

### Programa Provisional Federal de Salud (IFHP, del inglés Interim Federal Health Program)
En Canadá, el Programa Provisional Federal de Salud (IFHP) es el que regula la provisión de cuidados médicos básicos entre los refugiados y aquellos que solicitan el reconocimiento de dicho estatus antes de gozar de protección sanitaria provincial o territorial. El IFHP se introdujo por orden del Consejo Federal del Gobierno en 1957 y el Departamento de Inmigración, Refugiados y Ciudadanía de Canadá se ha encargado de regularlo desde 1995. Antes de junio de 2012, el IFHP proporcionaba a los refugiados y peticionarios de asilo una asistencia médica mínima, así como una cobertura suplementaria que incluía acceso a la medicación, a la odontología y al cuidado de la vista. Aquellos a los que se les denegaba la condición de refugiados conservaban la asistencia médica hasta que tenían que abandonar el país a causa de la deportación.

#### Reforma de 2012
El gobierno canadiense introdujo una serie de cambios en abril de 2012 que entraron en vigor el 30 de junio de 2012. El nuevo IFHP separa a los que necesitan asilo en tres categorías con diferentes niveles de cobertura sanitaria, dependiendo del país de origen de la persona. Hoy en día, hay tres tipos de servicios: (1) el que ofrece una mayor cobertura de asistencia médica, (2) el que cubre la asistencia médica y (3) el que cubre la sanidad pública  o el seguro de asistencia médica. Si el refugiado que lo solicita procede de un país de origen específico recibirá una cobertura médica "muy limitada". Algunas de las provincias han tomado la decisión de cubrir los servicios y la medicación que el IFHP ya no proporciona.

#### Polémica

##### Las razones del Gobierno
El Gobierno explicó los cambios legislativos indicando que se habían producido para asegurar la igualdad entre refugiados y canadiense; en ningún caso estos últimos podrían gozar de una cobertura sanitaria inferior a la de aquellos. El entonces ministro de Ciudadanía e Inmigración Jason Kenney puso de relieve la generosidad canadienses y la calidad del infraestructura de acogida del país y declaró que el Gobierno "no quería que los canadienses pagaran las prestaciones de solicitantes de refugio a los que se les otorga más derechos que a los propios nacionales". De argumentación parecida, el fiscal general Nell Toussaint advirtió ante el Tribunal Supremo de Canadá que, al ampliar la atención médica de los ciudadanos sin discriminar entre inmigrantes o nacionales, el país "podría convertirse en un paraíso de atención médica".
El Gobierno también se mostró a favor de reformar la legislación en aras del control presupuestario. Se estimaba que con ello se ahorrarían unos 100 millones de euros en un período de cinco años y se defendía que los recortes desalentarían a los solicitantes que se sintieran atraídos al país por su atención médica.

##### Opinión pública
En contra de la reforma de 2012 se han pronunciado el Canadian Medical Association Journal y la Canadian Paediatric Society. Asimismo, los presidentes de las ocho principales asociaciones de profesionales de enfermeros, trabajadores sociales y médicos han redactado una carta en la que se oponen a los recortes y reclaman la derogación de la reforma. Los detractors argumentan que es discriminatorio el tratamiento diferenciado a refugiados y solicitantes de asilo según su país de procedencia. El ministro de Sanidad de Ontario, Deb Matthews, ha hecho un llamamiento para anular los cambios introducidos y ha manifestado que las nuevas medidas darán como resultado una atención médica clasista.

### Federación Internacional de Seguros Médicos

#### El Principio de Derecho Constitucional: Artículo 15 del Principio de igualdad
La Carta Canadiense de los Derechos y las Libertades no recoge expresamente el derecho a una salud adecuada, pero los tribunales canadienses lo han protegido de manera indirecta amparándose en el artículo 15 de la Carta, sobre Igualdad de Derechos. El primer apartado de este artículo estipula que "todos son iguales ante la ley y ésta se aplica igualmente a todos, y todos tienen derecho a la misma protección y al mismo beneficio de la ley, independiente de toda discriminación, especialmente de discriminación fundada en raza, origen nacional o étnico, color, religión, sexo, edad o deficiencias mentales o físicas"
El actual criterio jurídico para interpretar la noción de igualdad según el artículo 15 de la Carta procede de Andrews v. Law Society of British Columbia tal como se empleó en R. v. Kapp. Este criterio requiere que el tribunal cumpla dos condiciones: que la ley cree una distinción basada en fundamentos análogos o enumerados y que esta distinción produzca desventajas al perpetuar un perjuicio o estereotipo.

#### Nell Toussaint contra la Fiscalía General
Antes de la reforma de 2012, en el caso Nell Toussaint v. Attorney General, Touissant apeló contra la constitucionalidad del IFHP partiendo de los fundamentos análogos de discapacidad y ciudadanía propuestos. El tribunal declaró que ninguno de estos fundamentos podía aplicarse al demandante, pero insistió en dejar abierta la cuestión de si el estatus de inmigración podría ser un fundamento análogo. De ser así, la exclusión del demandante de la cobertura del IFHP podría haber sido una violación del apartado 1 del artículo 15 de la Carta Canadiense de los Derechos y las Libertades. Por otra parte, la Asociación Canadiense de Libertades Civiles (Canadian Civil Liberties Association en inglés) comparó la situación de los inmigrantes y la de los no ciudadanos. En varios casos se ha reconocido que la condición de no ciudadano, categoría que recoge diversos tipos de estatus de inmigración, constituye un fundamento análogo según el apartado 1 del artículo 15 de la Carta. Por ejemplo, en el caso de Andrews v. Law Society of British Columbia, el tribunal sostuvo que la ciudadanía es un fundamento análogo por ser es una característica personal “que normalmente no está bajo el control de un individuo, de manera que, es inmutable”. Asimismo, en el caso Lavoie contra Canadá, el tribunal declaró que “los no ciudadanos son víctimas de marginalización política, estereotipos y desventajas históricas”.

#### La objeción actual ante los tribunales
En diciembre de 2013, los Médicos Canadienses para el Cuidado de los Refugiados (Canadian Doctors for Refugee Care o CDRC en inglés) y la Asociación Canadiense de Abogados de Refugio (Canadian Association of Refugee Lawyers o CARL) presentaron una impugnación ante el Tribunal Federal de Canadá alegando que eran inconstitucionales los recortes del gobierno en la cobertura sanitaria de los refugiados . De hecho, la Asociación Canadiense de Abogados para Refugiados ha declarado que tanto "el país de procedencia" como "la condición de inmigrante" son causas de discriminación, según el apartado 1 del artículo 15 de la Carta Canadiense de los Derechos y las Libertades.

#### Otros conflictos con la Carta Canadiense de los Derechos y las Libertades
El derecho a la salud ha sido objeto de litigio con arreglo a otros artículos de la Carta Canadiense de los Derechos y Libertades. La objeción actual de CDRC y CARL a las reformas del IFHP se basa en dos disposiciones adicionales de la Carta: el derecho a la vida y a la seguridad de una persona, de acuerdo con el artículo 7; y el derecho a no verse sometido a trato cruel e inusual, según el artículo 12.